# Невструев, Сергей Викторович
Сергей Викторович Невструев (род. 29 августа 1972 года) — казахстанский хоккеист.

## Карьера
Сергей Невструев - воспитанник усть-каменогорской школы хоккея.
Профессиональную карьеру начал в белорусском чемпионате. В составе гродненской команды провёл 38 игр, набрав 8+12 очков по системе гол+пас.
Вернувшись в Усть-Каменогорск, выступал в высшей лиге. Провёл более 350 игр, набрав 29+73 очка. Кроме того, в составе команды выступал в чемпионате Казахстана. В чемпионате Казахстана провёл 65 игр.
В составе сборной Казахстана участвовав в пяти чемпионатах мира.
Сезон 2006/07 года провёл в астанинском «Барысе»: в первой лиге провёл 51 игру,набрав 10+23 очка; в чемпионате Казахстана провела 24 игры.
Перейдя в рудненский «Горняк», провёл 108 игр в первой лиге чемпионате России, набрав 17+28 очков. В чемпионате Казахстана в 47 играх набрал 4+9 очков.
После окончания игровой карьеры стал тренером. С 2010 года тренирует «Горняк»
На момент с декабря 2015 года тренирует детско-юношескую команду "Торпедо-2000".